# Сешесет
Сешесет је била староегипатска краљица, мајка фараона Тетија, првог фараона из шесте египатске династије. Она је помогла свом сину да обезбеди престо и измири две зараћене стране краљевске породице. Династија која је потекла од њеног сина се сматра делом Старог краљевства.